# Edu Dracena
Edu Dracena, właśc. Eduardo Luiz Abonízio de Souza (ur. 18 maja 1981 w Dracenie) – brazylijski piłkarz pochodzenia włoskiego grający jako środkowy obrońca w klubie Santos FC, do którego trafił w 2009 roku z Fenerbahçe SK.

## Kariera klubowa
Swój pierwszy mecz zagrał w barwach Guarani FC przeciwko Matonense w 1999. W 2001 został powołany do młodzieżowej reprezentacji Brazylii U-20. Rok później został wypożyczony do greckiego Olympiakosu Pireus. Po kilku miesiącach spędzonych w Grecji, powrócił do Gurani, aby w następnym roku przejść do Cruzeiro EC. Zdobył razem z tym klubem Mistrzostwo Brazylii oraz Puchar Brazylii w 2003 roku. Po tym sezonie wybrano go do Złotej Jedenastki Ameryki Południowej. Dzięki dobrym występom został zabrany na Puchar Konfederacji wraz z pierwszą reprezentacją Brazylii. W 2004 zdobył mistrzostwo stanu Minas Gerais w barwach Cruzeiro. W 2005 miał operację, po której musiał pauzować aż 7 miesięcy. W następnym roku został wybrany kapitanem Clube Celeste i znów wygrał Mineiro Championship.
W sierpniu 2006 został zakupiony przez Fenerbahçe SK.
19 Maja 2007 zdobył 500 bramkę Fenerbahçe SK w spotkaniu przeciwko Galatasaray SK.
Ma także włoskie obywatelstwo.

## Kariera reprezentacyjna
Był członkiem brazylijskiego teamu w 2003 roku w Pucharze CONCACAF i Pucharze Konfederacji w tym samym roku. Pomimo tego nie pojawił się w żadnym spotkaniu w obydwu pucharach.
Był także członkiem reprezentacji Brazylii U-23 podczas nieudanych kwalifikacji do Olimpiady w 2004.
Niedawno został powołany do dorosłej reprezentacji Brazylii na towarzyskie spotkania przeciwko USA i Meksykowi, odpowiednio 9 i 12 września 2007. Zagrał 45 minut w konfrontacji z USA. W spotkaniu z Meksykiem zagrał już od pierwszej minuty.
Wystąpił 4 razy w reprezentacji Brazylii U-20, 2 razy w reprezentacji Brazylii U-23 i także dwukrotnie w pierwszej reprezentacji.

## Trofea
- 1994 – São Paulo Youth Cup z Guarani FC
- 1998 – Młodzieżowy Puchar Zico z Guarani FC
- 2001 – Młodzieżowy Puchar Toyoty z Guarani FC (rozgrywany w Japonii)
- 2002 – Młodzieżowy Puchar Toyoty z Guarani FC (rozgrywany w Japonii)
- 2002-03 – Mistrzostwo Grecji z Olympiakosem
- 2003 – Mistrzostwo Brazylii z Cruzeiro EC
- 2003 – Puchar Brazylii z Cruzeiro EC
- 2003 – Mistrzostwo okręgowe z Cruzeiro EC
- 2004 – Mistrzostwo okręgowe z Cruzeiro EC
- 2007 – Mistrzostwo Turcji z Fenerbahçe SK
- 2007 – SuperPuchar Turcji z Fenerbahçe SK
- 2011 – Mistrzostwo stanu São Paulo z Santosem FC
- 2011 – Copa Libertadores z Santosem FC